# EARTHBOUND PAPAS
EARTHBOUND PAPAS（アースバウンド・パパス）は、日本のロックバンド。スクウェア・エニックスの現・元社員から構成されていたTHE BLACK MAGESの後継バンドとして、植松伸夫をリーダーに結成された。通称は「アーパパ」「EBP」。国内のみならず海外での活動も頻繁に行っている。

## 概要
2010年のTHE BLACK MAGES解散後に植松伸夫が後継バンドとして結成したロックバンド。演奏する曲は、THE BLACK MAGES同様、リーダーの植松伸夫が過去に作曲をしたファイナルファンタジーシリーズの戦闘曲やテーマ曲のロックアレンジが主だが、オリジナルやファイナルファンタジー以外の植松氏作の曲も演奏している。

## メンバー
植松伸夫
バンドリーダー、キーボード・オルガン担当。ゲームミュージック作曲家。
現在、有限会社SMILEPLEASE・株式会社DOG EAR RECORDS代表。
岡宮道生
ギター担当。
成田勤
キーボード・ギター担当。
弘田佳孝
ベース担当。
藤岡千尋
ドラム担当。
ボーカル
CHiCO (from ACE)
馬場宏美
佐々井康雄
遠藤フビト
河野暁子
過去のメンバー
羽入田新
結成時のドラム担当。1stアルバム「Octave Theory」まで参加したが、その後脱退。

## 来歴
- 2011年3月 - 1stアルバム「OCTAVE THEORY」（DogEar Records）発売。
- 2011年9月 - ファンタジー・ロック・フェス2011（川崎クラブチッタ）に参加。
- 2011年10月 - Oni-Con（テキサス州ガルベストン）に参加。
- 2012年1月 - MAGFest.2012（ワシントンD.C.）に参加。
- 2012年3月 - ファンタジー・ロック・フェス2011（川崎クラブチッタ）に参加。
- 初代ドラマー羽入田新が脱退。後釜として藤岡千尋が参加。
- 2012年10月 - Oni-Con（テキサス州ガルベストン）に参加。
- 2012年10月 - HEX2012（ハワイ）に参加。
- 2013年8月 - ファンタジー・ロック・フェス2013（川崎クラブチッタ）に参加。
- 2013年9月 - 2ndアルバム「DANCING DAD」（DogEar Records）発売。

## ディスコグラフィ

### オリジナル・アルバム
- 『Octave Theory』（2011年3月16日発売・販売：DogEar Records）
  1. Introduction 〜 Octopus Theory
  2. Liberi Fatali （ファイナルファンタジーVIIIより）
  3. Advent: One-Winged Angel （ファイナルファンタジーVII アドベントチルドレンより）
  4. Thread of Fate （アニメ「グイン・サーガ」より）
  5. Metal Hypnotized
  6. Eternity （ブルードラゴンより）
  7. The Forest of Thousand Years
  8. Bo-Kon-Ho-Ko （ロストオデッセイより）
  9. Homecoming

- 『Dancing Dad』（2013年9月1日発売・販売：DogEar Records）
  1. Homecoming Again 〜 Opening Fanfare（シンフォニックオデッセイズ）
  2. Doppelganger
  3. Fight With Seymour （ファイナルファンタジーXより）
  4. La petite malice du Kijimunaa
  5. Toneless （アナタヲユルサナイより）
  6. Interlude 〜 Anthony's Dream
  7. Delight of the victors （神次元ゲイム ネプテューヌVより）
  8. LORD of VERMILION （ロード・オブ・ヴァーミリオンより）
  9. Dancing Mad （ファイナルファンタジーVIより）
  10. Watashi No Mizu To Sora（ブルードラゴンより）